# Grande Coisa (álbum)
Grande Coisa é um álbum do grupo Premeditando o Breque, mais conhecido como Premê, lançado pela gravadora EMI-Odeon em 1986. Este foi o quarto álbum da banda, e o segundo lançado pela gravadora EMI-Odeon. Três músicas do disco foram censuradas na época: Rubens, Império dos Sentidos e Espinha . A música Rubens foi regravada, com versos trocados. Esta versão se encontra em um disco mix, feito para as rádios em 1987. 
Há diversos trocadilhos em títulos de canções desse disco. Pode Vir Crente que Eu Estou Fervendo alude a canção Vem Quente que Eu Estou Fervendo, de Carlos Imperial e Eduardo Araújo. Garota de Copacabana faz referência com a Garota de Ipanema de Tom Jobim e Vinicius de Moraes. A faixa possui a participação de Paulo Jobim, Danilo Caymmi e Jaques Morelenbaum. Fi-lo Porque Qui-lo brinca com uma frase atribuída ao ex-presidente Jânio Quadros, que à época de lançamento do disco era prefeito de São Paulo.
A faixa Grande Coisa narra um jogo de futebol, no qual os "jogadores" são diversos símbolos nacionais. Sua letra é carregada de ironias, em certo tom de crítica à política nacional. Rubens conta a história de um casal homossexual, que lida com o preconceito social em relação à sua sexualidade e à epidemia de AIDS dos anos 1980. Ela foi regravada pela cantora Cássia Eller, em seu primeiro disco. Império dos Sentidos faz referência ao filme erótico japonês O Império dos Sentidos, e por isso foi censurada. A música Pinga com Limão é uma regravação do clássico de Alvarenga e Ranchinho.

## Lista de músicas
| Lado A |                                         |                                  |         |  |
| N.º    | Título                                  | Compositor(es)                   | Duração |  |
| 1.     | "Pode Vir Crente que Eu Estou Fervendo" | Claus Petersen, Wandi Doratiotto | 2:06    |  |
| 2.     | "Padaria"                               | Mário Manga                      | 3:44    |  |
| 3.     | "Gelado"                                | Wandi Doratiotto                 | 2:48    |  |
| 4.     | "Rubens"                                | Mário Manga                      | 3:29    |  |
| 5.     | "Império dos Sentidos"                  | Wandi Doratiotto                 | 3:06    |  |

| Lado B |                                            |                                                                               |         |  |
| N.º    | Título                                     | Compositor(es)                                                                | Duração |  |
| 1.     | "Espinha"                                  | Wandi Doratiotto, Mário Manga                                                 | 2:34    |  |
| 2.     | "Garota de Copacabana"                     | Wandi Doratiotto                                                              | 3:05    |  |
| 3.     | "Fi-lo Porque Qui-lo"                      | Claus Petersen, Marcelo Galbetti, Mário Manga, Osvaldo Luiz, Wandi Doratiotto | 2:46    |  |
| 4.     | "Pinga com Limão"                          | Alvarenga, Ranchinho                                                          | 2:18    |  |
| 5.     | "Grande Coisa (introdução) / Grande Coisa" | Premê, Sylvinho                                                               | 4:46    |  |
| 6.     | "P.R.E.M.Ê."                               | Igor Lintz Maués                                                              | 1:30    |  |

## Ficha técnica

### Premê
- A.C. Dal Farra: percussão, linn drum, bateria, berimbau, bateria eletrônica, cobwell, vocais, marimba, tuba
- Claus Petersen: vocais, teclados, flautas, clarinetto
- Mário Manga: vocais, guitarras, violão, agogô, arranjo de metais (faixa 3B), flauta
- Marcelo Galbetti: vocais, teclados, clarinete, sax alto
- Wandi Doratiotto: vocais, violão, escaleta

### Outros músicos
- Sylvinho (Sylvio Mazzucca Jr.): baixo
- Jaques Morelenbaum: cello (faixas 5A e 2B)
- Danilo Caymmi: flautas e violão (faixa 2B)
- Paulo Jobim: flautas e teclado (faixa 2B)
- Marçal: percussão (faixas 3B e 5B)
- Don Bill: caixa (faixa 5B)
- Sergio Affonso: pratos (faixa 5B)
- Werner: surdo (faixa 5B)
- "Coral do Gracinha" (Coral Nossa Senhora das Graças): coro (faixa 1A)

### Sopros
- Trompetes (faixa 3B): José Barreto Sobrinho e Hamilton P. Cruz
- Sax (faixa 3B): Ricardo Pontes e Zé Carlos
- Trombone (faixa 3B): Ed Maciel

### Produção técnica
- Arranjos: Premê
- Direção artística: Jorge Davidson
- Direção de produção: Mayrton Bahia e Premê
- Produção executiva: Mayrton Bahia
- Técnico de gravação: José Celso
- Técnicos de mixagem: José Celso, Mayrton Bahia e Premê
- Auxiliares de estúdio: Rob e Geraldo
- Criação, direção de arte e fotos de capa: Felipe Taborda
- Coordenação gráfica: J.C. Mello